# Mátrafüred
Mátrafüred település Heves vármegyében; a hegyvidéki üdülőhely Gyöngyös része.

## Fekvése
Mátrafüred a Mátra hegység déli oldalán, a Kékes tömbjének délnyugati lábánál fekszik, 320‑390 méteres tengerszint feletti magasságon a Bene-patak partján. A tőle délre lévő Gyöngyöst és az északra fekvő Mátraházát a 24-es főúton lehet elérni, Abasárral pedig a 2419-es út köti össze. Megközelíthető kisvasúton is, a Mátravasút Gyöngyös‑Mátrafüred vonalán.

## Története
Mátrafüred határában a Somor- és a Csatorna-patakok közötti Benevár-bérc déli végén 471 méter magasságban található Bene várának romja. A vár nevét feltehetően Bene vitéztől kapta, aki Árpád fejedelem Edömér nevű vezérének unokája volt és pogány földvárat épített a Benevár-bércen. A tatárjárás során elpusztult kezdetleges földvár helyén Csobánka ispán épített új kővárat, mely nemzetségének székhelye lett. A 14. század elején ez volt az egész Mátra vidékének legkorszerűbb erődítménye. A Csobánka család tagjai Csák Mátéhoz csatlakoztak Károly Róbert király ellenében, közülük Dávid a rozgonyi ütközetben életét is vesztette. Ezért a király 1327-ben megfosztotta a Csobánkákat minden birtokuktól, és Benevárat a Szécsényi család ősének, Tamás ispánnak adta. A vár egészen 1424-ig a Szécsényi család kezén volt, amikor a király szerezte meg. 1438-ban Albert király a Rozgonyiaknak adományozta. A várat feltehetően a közeli Pata favárába befészkelődött husziták pusztították el a 15. század közepén. Jelenleg a vár palotarészének falai és néhány szakaszon a várfalak maradványai láthatóak részben helyreállított állapotban.
Régen a vártól délre, a Kőporos-tető 400 méter magas fennsíkján volt Bene falu, aminek első írásos említése 1301-ből származik. A települést Benepusztának, Beneváraljának is nevezték.
1713-ban a pestisjárvány elkerülte Benét, a lakosok hálából építették 1767-ben a barokk fogadalmi kistemplomot, amely előtt 1833-ban állított kőkereszt található. A 19. század elejéig a Bene-patakon posztóverő kallómalmok sora működött, melyeknek köszönhetően iparvidék alakult a környéken, és a benei posztó igen híressé vált. A régi kallók azonban nem vehették fel a versenyt a gyáriparral, így Bene a 19. század második felében teljesen elnéptelenedett.
Újabb fellendülést csak a turizmus elterjedése hozott, amit turistalétesítmények kiépítésével az 1887-ben megalakult Mátra Egylet indított el. A Bene feletti hegygerinceken kilátók (Kozmáry-kilátó), a völgyekben forrásfoglalások, menedékházak, pihenőhelyek épültek.
Mátrafüred mai nevét 1893-ban kapta hidegvizű fürdőjére utalva, Ótátrafüred mintájára. Ebben az évben már működött első fürdője.
A 20. század első évtizedében már több szálló üzemelt a településen, majd 1908-ban kiépült a Gyöngyös‑Parád kocsiút is. Az első komolyabb fejlesztést Puky Árpád polgármester szorgalmazta, aki Warga László műszaki főtanácsossal elkészíttette a település rendezési tervét: ekkor alakult ki Mátrafüred mai arculata.
A falut a trianoni békeszerződés után fedezték fel és „foglalták el” az üdülők. Így az 1920-as évek végére már számos villa épült. Ezekben az időkben kezdték el a falu határában elterülő Sás-tó rendbetételét is.
1923. június 5-én megindult a Gyöngyös–Mátrafüred keskeny nyomközű vasút vonalon a forgalom. Ez a vonal csatlakozott a Mátrát behálózó keskeny nyomközű vasút hálózathoz. A hálózat első szakaszait már az 1906-os években elkezdték építeni 600 mm-es nyomközzel. 1925-ben felújították és 760 mm-es nyomtávúra építették át. Ekkor még kizárólag teherszállításra használták a vonalakat, de 1926. június 19-én megindult a korlátozott közforgalmú személyszállítás is Gyöngyös és Mátrafüred között.
Az 1949-es államosítás után sorra építették, illetve alakították át az épületeket tömeges, szakszervezeti üdültetés céljából. 1976-ban Mátrafüreden épült meg a hegység első modern szállodája, az Avar. 1983-ban nyílt meg a Palóc Néprajzi Magángyűjtemény, majd 1996-ban a régi iskola épületébe költözött és új kiállítással bővült. Jelenleg Palóc Néprajzi Magángyűjtemény és Babakiállítás néven tekinthető meg.
1986-ban felépült az egykori Vadas Jenő erdészeti középiskola, amely az egri Dobó István Gimnázium erdész osztályait vette át. Az iskolát összevonták az egykor Gyöngyösön működő Almásy Pál Mezőgazdasági Szakközépiskolával a hasonló profilú képzés miatt. Az integrációt követően a gyöngyösi intézményt felmenő rendszerben teljesen összevonták a mátrafüredi iskolával, melynek következményeként a képzés és az iskola önálló működése Gyöngyösön végleg megszűnt.
A településen élők számára már a millenniumi évektől kezdve rendszeresen felmerült az önállósodás, Gyöngyösről való leválás gondolata. A 2005. szeptember 25-i népszavazáson a lakosok többsége az önállósodás mellett döntött, de a belügyminiszter nem terjesztette elő a kezdeményezést a köztársasági elnökhöz.

## Nevezetességei

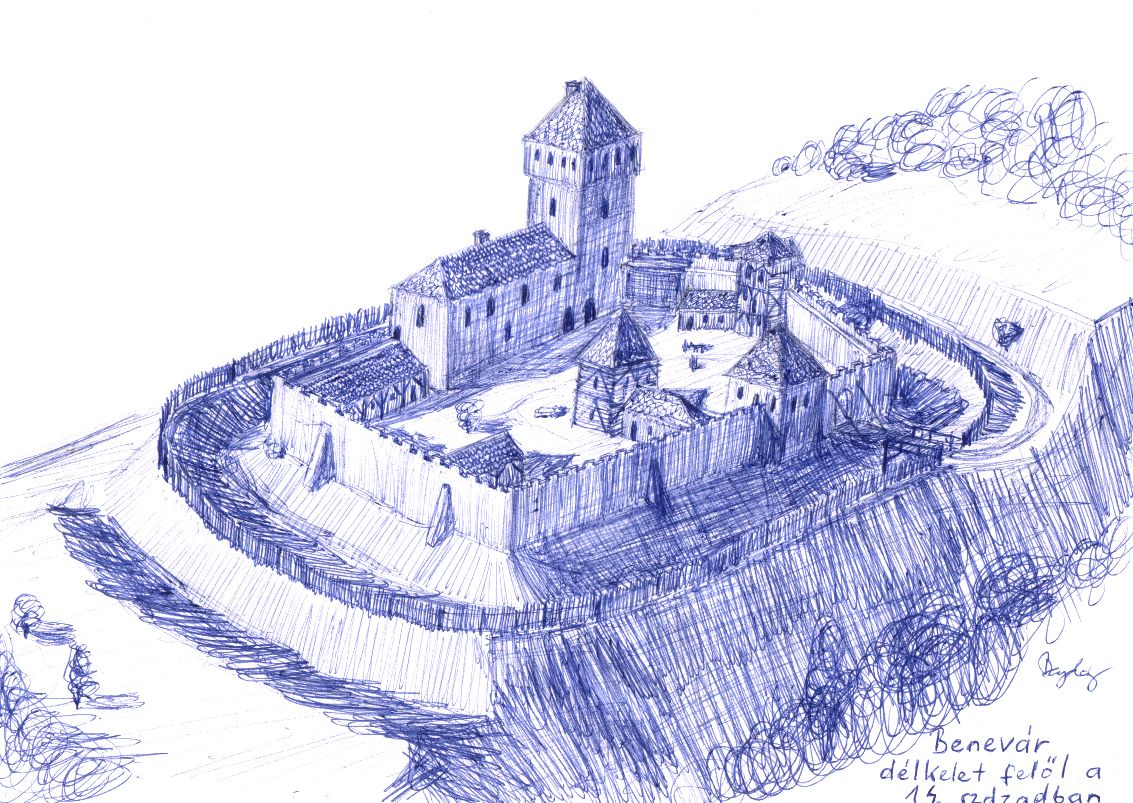
Benevár rekonstrukciós rajza

- Mátravasút - Gyöngyösi Állami Erdei Vasút. Két vonalon közlekedik; Gyöngyös-Mátrafüred, illetve Gyöngyös-Gyöngyössolymos-Lajosháza-Szalajkaház útvonalon.
- Palóc Néprajzi Magángyűjtemény és Babakiállítás
- Muzsla-tető vára
- Kozmáry-kilátó
- Benevár
- Sástó

## Külső hivatkozások
- Gyöngyös város önkormányzati honlapja
- Gyöngyös város információs és turisztikai enciklopédiája – Gyöngyös.Info
- Mátrafüred a www.matrainfo.hu-n
- Az Összefogás Mátrafüredért Egyesület honlapja Archiválva 2006. február 4-i dátummal a Wayback Machine-ben
- Mátrafüred egy független honlapja
- Mátrafüred az utazom.com honlapján
- Eredményes a népszavazás
- Mátrafüred a szallas.eu-n
- SecondWind Mátrafüredi Sportegyesület "kh"
- Palóc Néprajzi Magángyűjtemény és Babakiállítás
- Az Avar hotel pusztulása